# Napoli Calcio a 5 2017-2018
Questa pagina raccoglie i dati riguardanti il Napoli Calcio a 5, squadra di calcio a 5 militante in serie A, nelle competizioni ufficiali della stagione 2017-2018.

## Trasferimenti

### Sessione estiva
| Simone Chinchio   | Latina            |
| Carlos Espíndola  | Nacional Zagabria |
| Vinícius Duarte   | Pescara           |
| Alexandre Ghiotti | Pescara           |
| Franko Jelovčić   | Nacional Zagabria |
| Alessandro Patias | Benfica           |
| Marko Perić       | Kaos              |
| Marco Scigliano   | Feldi Eboli       |
| Lolo Suazo        | Real Rieti        |
| Andrea Terenzi    | Latina            |

| Bocão                  | Uberlândia        |
| Vincenzo Botta         | Sandro Abate      |
| Gennaro Canneva        | Athletic Football |
| Manoel Crema           | Maritime          |
| Daví                   | Alma Salerno      |
| Tiago De Bail          | Halle-Gooik       |
| Jader Fornari          | Feldi Eboli       |
| Leandro Garcia Pereira | Real Rieti        |
| Felipe Manfroi         | PesaroFano        |
| Vincenzo Milucci       | Sammichele        |
| Marco Pasculli         | Feldi Eboli       |
| Giovani Pedotti        | Feldi Eboli       |
| Altre operazioni       |                   |
| Tiago Amarchande       | svincolato        |
| Jurij Bellobuono       | Virtus Noicattaro |
| Antonio Molaro         | Orte              |

### Sessione invernale
| Cainan De Matos   | Cisternino       |
| Simone Vallarelli | Atletico Cassano |
| Vavá              | svincolato       |

| Simone Chinchio | Petrarca |
| Andrea Terenzi  | Petrarca |

## Organico

### Prima squadra
| N° | Naz.                                   | Ruolo | Sportivo          | Anno     |  |  |
| -- | -------------------------------------- | ----- | ----------------- | -------- |  |  |
| 1  | Brasile (bandiera)                     | POR   | Carlos Espíndola  | 12.07.93 |  |  |
| 2  | Serbia (bandiera)                      | UNI   | Marko Perić       | 05.02.84 |  |  |
| 3  | Brasile (bandiera)                     | UNI   | Cainan De Matos   | 27.01.90 |  |  |
| 5  | Brasile (bandiera)                     | DIF   | Alexandre Ghiotti | 10.01.82 |  |  |
| 7  | Italia (bandiera)                      | LAT   | Massimo De Luca   | 07.10.87 |  |  |
| 8  | Brasile (bandiera) · Italia (bandiera) | UNI   | Vinícius Duarte   | 13.12.82 |  |  |
| 9  | Brasile (bandiera) · Italia (bandiera) | PIV   | Alessandro Patias | 08.07.85 |  |  |
| 10 | Spagna (bandiera)                      | LAT   | Lolo Suazo        | 10.02.92 |  |  |
| 13 | Brasile (bandiera)                     | LAT   | Vavá              | 12.03.91 |  |  |
| 19 | Italia (bandiera)                      | LAT   | Marco Scigliano   | 19.04.91 |  |  |
| 16 | Brasile (bandiera)                     | LAT   | André Ferreira    | 12.10.88 |  |  |
| 18 | Italia (bandiera)                      | LAT   | Andrea Terenzi    | 06.01.89 |  |  |
| 19 | Croazia (bandiera)                     | UNI   | Franko Jelovčić   | 06.07.91 |  |  |
| 21 | Italia (bandiera)                      | POR   | Simone Vallarelli | 21.04.94 |  |  |
| 24 | Italia (bandiera)                      | POR   | Simone Chinchio   | 01.12.91 |  |  |

### Under-19
| N° | Naz.              | Ruolo | Sportivo            | Anno     |  |  |
| -- | ----------------- | ----- | ------------------- | -------- |  |  |
| 11 | Italia (bandiera) | LAT   | Christian Varriale  | 20.06.97 |  |  |
| 12 | Italia (bandiera) | POR   | Cristofaro Mennella | 26.11.98 |  |  |
| 17 | Italia (bandiera) | LAT   | Ferdinando Avolio   | 28.07.99 |  |  |